# コネチカット州の郡一覧

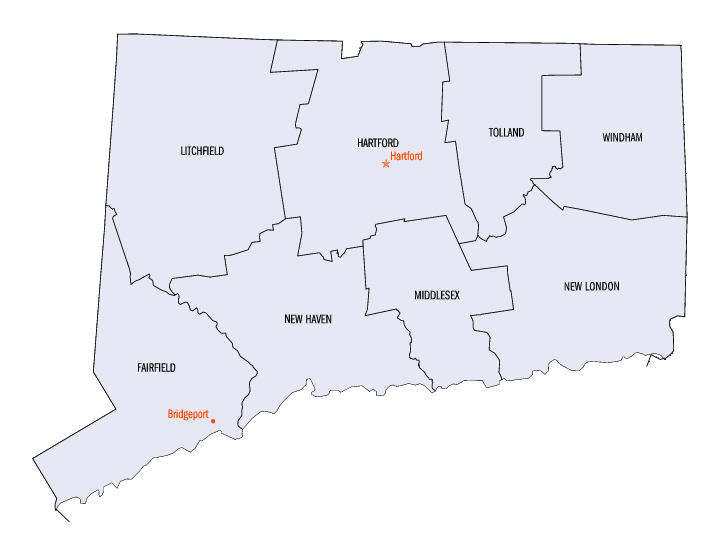
コネチカット州の郡配置図

コネチカット州の郡一覧は、アメリカ合衆国コネチカット州内の郡の一覧である。コネチカット州内には8の郡がある。1960年以後、法改正により、郡の全ての地方行政機能は各市町村と州が保持している。

## 歴史
1666年、それまでの小さな植民地を合わせてコネチカット植民地に統合したときに4つの郡が創設された。植民地時代に2郡が追加され、アメリカ合衆国が独立したあとの1785年にミドルセックス郡とトランド郡が設立された。6郡は初期開拓者の多くの出身地だったイングランドの地名から郡名が採られた。
コネチカット州は郡に分けられているが、郡の政府は無く、地方政府は市や町の単位となっている。郡政府は1960年に廃止されたが、地理上の区別のために郡名が残されている。司法組織や保安官体系のためには使われている。裁判所の地区区分は郡単位であるが、フェアフィールド郡、ハートフォード郡、ニューヘイブン郡ではさらに小区分に分けられている。
郡廃止による弊害の解決のため、コネチカット州は9の政府評議会（Councils of governments）を設置している。政府評議会は2019年に州にて、2022年にアメリカ合衆国国勢調査局にて郡に代わる区分として承認された。

## コネチカット州の郡の一覧
一覧はアルファベット順である。また、人口は2020年国勢調査による。
| コネチカット州の郡の一覧      | コネチカット州の郡の一覧          | コネチカット州の郡の一覧 | コネチカット州の郡の一覧 | コネチカット州の郡の一覧 | コネチカット州の郡の一覧 |
| 郡名                          | 郡庁所在地 （1960年に全て廃止）   | 設立年                   | 人口 （2020年）          | 陸地面積 (km2)           | 地図                     |
| ----------------------------- | --------------------------------- | ------------------------ | ------------------------ | ------------------------ | ------------------------ |
| フェアフィールド郡 Fairfield  | ブリッジポート                    | 1666年                   | 957,419                  | 1,621                    |                          |
| ハートフォード郡 Hartford     | ハートフォード                    | 1666年                   | 899,498                  | 1,906                    |                          |
| リッチフィールド郡 Litchfield | リッチフィールド                  | 1751年                   | 185,186                  | 2,383                    |                          |
| ミドルセックス郡 Middlesex    | ミドルタウン                      | 1785年                   | 164,245                  | 956                      |                          |
| ニューヘイブン郡 New Haven    | ニューヘイブン                    | 1666年                   | 864,835                  | 1,570                    |                          |
| ニューロンドン郡 New London   | ニューロンドン                    | 1666年                   | 268,555                  | 1,725                    |                          |
| トランド郡 Tolland            | ロックビル                        | 1785年                   | 149,788                  | 1,062                    |                          |
| ウィンダム郡 Windham          | ウィリマンティック 及びパットナム | 1726年                   | 116,418                  | 1,329                    |                          |

## 廃止された郡
1. ウェストモアランド郡 - 1784年にペンシルベニア州に割譲
2. トランブル郡、コネチカット西部保留地内にあった。1800年にオハイオ州に割譲、現在のトランブル郡 (オハイオ州)